# Šmu'el Šoreš
Šmu'el Šoreš (hebrejsky: שמואל שורש, žil 11. ledna 1913 – 13. listopadu 1981) byl izraelský politik a poslanec Knesetu za strany Mapaj, Ma'arach, Izraelská strana práce a opět Ma'arach.

## Biografie
Narodil se ve městě Rovno v tehdejší Ruské říši (dnes Ukrajina). V roce 1924 přesídlil do dnešního Izraele. Absolvoval střední školu v Haifě. Byl jedním ze zakladatelů mošavu Bejt Še'arim. Angažoval se v židovských jednotkách Hagana.

## Politická dráha
Roku 1927 se zapojil do hnutí ha-No'ar ha-oved. Reprezentoval zemědělské středisko odborové centrály Histadrut ve vesnici Magdi'el (dnes součást města Hod ha-Šaron). V roce 1945 byl starostou Oblastní rady Kišon a Nahalal. V roce 1948 byl členem sekretariátu mošavového hnutí. Od roku 1953 vedl na ministerstvu zemědělství ekonomický odbor.
V izraelském parlamentu zasedl poprvé po volbách v roce 1955, do nichž šel za Mapaj. Byl členem výboru pro ekonomické záležitosti, výboru finančního, výboru House Committee a výboru pro záležitosti vnitra. Za Mapaj uspěl i ve volbách v roce 1959. Byl členem finančního výboru. Znovu se v Knesetu objevil po volbách v roce 1961, kdy kandidoval opět za Mapaj. Stal se opět členem finančního výboru. Opětovně byl zvolen ve volbách v roce 1965, nyní na kandidátce formace Ma'arach. V průběhu volebního období dočasně přešel s celou stranou do poslaneckého klubu Strany práce, aby se pak vrátil k názvu Ma'arach. Byl členem výboru pro záležitosti vnitra, výboru finančního a výboru pro ekonomické záležitosti. Předsedal podvýboru pro státní kontrolu. Ve volbách v roce 1969 poslanecký mandát neobhájil.